# Peter von Spreckelsen (Oberalter)
Peter von Spreckelsen (* 5. Mai 1613 in Hamburg; † 4. Mai 1665 ebenda) war ein Hamburger Oberalter.

## Herkunft und Familie
Spreckelsen war ein Sohn des gleichnamigen Oberalten im Kirchspiel Sankt Katharinen und Ratsherrn Peter von Spreckelsen († 1630).
Am 23. November 1640 heiratete er Margaretha Schrötteringk (1619–1695), Tochter des Bürgermeisters Johann Schrötteringk (1588–1676). Aus dieser Ehe gingen drei Söhne, Johann, Peter und Lucas, hervor. Der Sohn Peter (1643–1684) wurde im Jahr 1673 Amtshauptmann in Wredenhagen.

## Leben und Wirken
Spreckelsen wurde am 22. März 1643 an die Viehaccise, 1644 an den Admiralitätszoll und die Fortifikation und 1645 zum Bauhofsbürger gewählt. Am 24. September 1645 wurde er zum Kriegskommissar, am 28. Dezember 1646 an die Bank und am 22. September 1647 an den Bakenzoll gewählt. Im Jahr 1649 wurde er Mitglied des Hamburger Admiralitätskollegium. Am 4. März 1650 wurde er bürgerlicher Richter am Hamburger Niedergericht. 1651 wurde er Jurat im Kirchspiel Sankt Petri und schließlich am 4. Juni 1651 auch Artilleriebürger.
Am 7. Februar 1653 wurde Spreckelsen für den verstorbenen Albert Schulte (1576–1652) zum Oberalten im Kirchspiel Sankt Petri gewählt. Als solcher wurde er im Jahr 1655 Leichnamsgeschworener und 1656 Präses des Kollegiums der Oberalten.